# Castelbianco
Castelbianco là một đô thị ở tỉnh Savona ở vùng Liguria của Ý, có khoảng cách khoảng 80 km về phía tây nam của Genoa và khoảng 40 km về phía tây nam của Savona. Tại thời điểm ngày 31 tháng 12 năm 2004, đô thị này có dân số 290 người và diện tích là 14.8 km².
Đô thị Castelbianco có các frazioni (các đơn vị cấp dưới, chủ yếu là các làng) Colletta, Oresine, Veravo, Vesallo, Teccio, và Cianea.
Castelbianco giáp các đô thị: Arnasco, Erli, Nasino, Onzo, Vendone, và Zuccarello.